# Yves Bigerel
Yves Bigerel (Nancy, Gran Este, 1 de enero de 1979), también conocido como "Balak" es un historieta y animador francés. Es conocido sobre todo en Francia por la serie de cómics Lastman. En 2009, Balak inventó una nueva técnica narrativa de cómic digital a la que llamó "turbomedia"; su trabajo llamó la atención del editor de Marvel Joe Quesada, que lo contrató para ayudar a establecer el sello digital de Marvel "Infinite Comics". Fue director creativo y puso voz al personaje Bullfrog en la serie de animación para adultos 2023 Captain Laserhawk: A Blood Dragon Remix.

## Biografía
Bigerel estudió inicialmente filosofía, antes de completar un curso de tres años en el Departamento de Animación de Gobelins Cinéma en 2006. Con Bastien Vivès y Michaël Sanlaville, creó en 2013 el manga francés Lastman. La serie ganó el Prix de la Série del Festival Internacional de Cómics de Angulema de 2015, y una adaptación animada ha aparecido en France 4.
Estuvo presente en el Bataclan durante los ataques de París de noviembre de 2015, pero sobrevivió ileso.